# Squash op de Gemenebestspelen 2010
Squash is een van de sporten die beoefend werden tijdens de Gemenebestspelen 2010 in Delhi. Het squashtoernooi vond van 4 tot en met 13 oktober plaats in het Siri Fort Sports Complex.

## Onderdelen en programma
Er stonden vijf onderdelen op het programma. In de onderstaande tabel staan de onderdelen en de speeldata. De finales hebben een gouden achtergrond.
| Onderdeel           | Deelnemers | 4         | 5    | 6     | 7     | 8            | 9  | 10 | 11       | 12    | 13           |
| ------------------- | ---------- | --------- | ---- | ----- | ----- | ------------ | -- | -- | -------- | ----- | ------------ |
| enkelspel, mannen   | 64         | 1e R 2e R | 3e R | 1/4 F | 1/2 F | Brons Finale |    |    |          |       |              |
| dubbelspel, mannen  | 32         |           |      |       |       |              | RR | RR | RR 1/4 F | 1/2 F | Brons Finale |
| enkelspel, vrouwen  | 64         | 1e R 2e R | 3e R | 1/4 F | 1/2 F | Brons Finale |    |    |          |       |              |
| dubbelspel, vrouwen | 32         |           |      |       |       |              | RR | RR | RR 1/4 F | 1/2 F | Brons Finale |
| dubbelspel, gemengd | 32         |           |      |       |       |              | RR | RR | RR 1/4 F | 1/2 F | Brons Finale |

## Medailles

### Medaillewinnaars
| Onderdeel      | Goud                       | Goud | Zilver                       | Zilver | Brons                        | Brons |
| -------------- | -------------------------- | ---- | ---------------------------- | ------ | ---------------------------- | ----- |
| enkelspel (m)  | Nick Matthew               | ENG  | James Willstrop              | ENG    | Peter Barker                 | ENG   |
| dubbelspel (m) | Adrian Grant Nick Matthew  | ENG  | Stewart Boswell David Palmer | AUS    | Ryan Cuskelly Cameron Pilley | AUS   |
|                |                            |      |                              |        |                              |       |
| enkelspel (v)  | Nicol David                | MAS  | Jenny Duncalf                | ENG    | Kasey Brown                  | AUS   |
| dubbelspel (v) | Jaclyn Hawkes Joelle King  | NZL  | Jenny Duncalf Laura Massaro  | ENG    | Kasey Brown Donna Urquhart   | AUS   |
|                |                            |      |                              |        |                              |       |
| dubbelspel (g) | Kasey Brown Cameron Pilley | AUS  | Joelle King Mike Knight      | NZL    | Nicol David Ong Beng Hee     | MAS   |

### Medaillespiegel
| Plaats | Land          | Goud | Zilver | Brons | Totaal |
| 1      | Engeland      | 2    | 3      | 1     | 6      |
| 2      | Australië     | 1    | 1      | 3     | 5      |
| 3      | Nieuw-Zeeland | 1    | 1      | 0     | 2      |
| 4      | Maleisië      | 1    | 0      | 1     | 2      |
| Totaal | Totaal        | 5    | 5      | 5     | 15     |

Atletiek · Badminton · Boksen · Boogschieten · Bowls · Gewichtheffen · Gymnastiek · Hockey · Netball · Rugby sevens · Schietsport · Schoonspringen · Squash · Synchroonzwemmen · Tafeltennis · Tennis · Wielersport · Worstelen · Zwemmen